# École de l'artillerie
Pour les articles homonymes, voir EAA.
L'École de l'artillerie (EA), anciennement École d'application de l'artillerie (EAA) est une école militaire d'application de l'Armée de terre française. Elle est située à Draguignan depuis 1976.

## Histoire
Il existait au XVIIIe siècle plusieurs écoles d'artillerie. La première école d'officiers d'artillerie fut créée par Louis XIV en 1679 à Douai, jouxtant l'université de Douai et la fonderie de canons de Douai. D'autres écoles furent créées ensuite à Metz et Strasbourg. Le roi avait en effet créé en 1671 un régiment de fusiliers du roi chargé de l'artillerie et composé de quatre compagnies, celle des canonniers, celle de sapeurs qui creusaient les tranchées, et celles des charpentiers et d'autres ouvriers d'artillerie qui servaient de pontonniers. D'autres écoles furent ensuite créées à La Fère, Besançon, Grenoble, Auxonne, Metz, Perpignan et Valence. Ainsi, selon Pierre Lemau de La Jaisse, on comptait cinq écoles en 1680 : selon la Carte générale de la monarchie française de 1720, elles étaient alors situées à Metz, La Fère, Strasbourg, Perpignan et Grenoble ; et, selon l'Almanach royal, on en comptait sept en 1789 : à Valence, Douai, Auxonne, La Fère, Metz, Besançon et Strasbourg.
Le maréchal de Jaunay fut notamment  un artisan de l'utilisation massive d'artillerie dont il commanda l'école de Strasbourg, ainsi que l'école des bombardiers de France créée en 1720.
En 1693, le régiment des fusiliers du roi prit le nom de Régiment Royal-Artillerie, puis y furent réunies les compagnies de mineurs et d'ouvriers du génie pour former en 1755 le corps royal du génie et de l'artillerie ; enfin en 1758 les corps du génie et de l'artillerie furent séparés.
En 1756, une école royale des élèves de l'artillerie est créée à la Fère sur le modèle de l’École royale du génie de Mézières, avec une cinquantaine d'élèves. L'abbé Nollet y est nommé professeur de physique expérimentale et Charles Étienne Louis Camus examinateur. Elle fut transférée à Bapaume en 1766. Étienne Bézout succéda à la fois à Camus et à l'abbé Nollet. Le nombre des élèves est porté à 80 en 1768. L'école est cependant fermée en 1772. Ce n'est qu'en 1779 que sont rétablis des « élèves dans le corps royal de l'artillerie », et des petites sections de six places sont créées dans chacune des écoles régimentaires à La Fère, Metz, Strasbourg, Auxonne, Besançon, Douai et Verdun.
Par décret du 18 floréal de l'an III, le nombre des écoles d'artillerie placées près des régiments est porté à huit par la création d'une nouvelle école à Toulouse.
Une école des élèves d'artillerie est créée en 1791 à Châlons-en-Champagne (alors Châlons-sur-Marne) ; Jean-François-Damien Tardy de Montravel est commandant de l'École royale militaire d'Artillerie de Châlons. Elle fusionne en 1802 avec l'École du génie, créée à Mézières et transférée à Metz en 1794, pour donner l'École d'application de l'artillerie et du génie de Metz. Cette école d'application de l'École polytechnique, spécialisée dans la formation des officiers, restera en activité jusqu'en 1870, date de l'annexion de l'Alsace et d'une partie de la Lorraine. Active jusqu'en 1815, une école est aussi établie à Mayence. Après 1870, l'École d'application de l'artillerie et du génie s'installe à Fontainebleau, au quartier des Héronnières (1872 à 1940). L'école d'artillerie retrouve son autonomie en 1912.
De 1872 à 1940, l'École d'application d'artillerie de Fontainebleau assure l'instruction de l'arme aux sous-lieutenants sortis de Saint-Cyr ou de Polytechnique, ainsi que la formation directe des sous-officiers d'active, élèves officiers, destinés à l'artillerie de campagne, à l'artillerie blindée et aux forces antiaériennes légères. (Les officiers des forces antiaériennes lourdes sont formés à l'École de spécialisation de l'artillerie antiaérienne, installée à Nîmes en 1952 et qui a repris la mission du cours pratique de D.C.A. de Metz [1920-1939]).
Les formations à l'artillerie se déroulent à Nîmes (1940-1942) puis à Cherchell en Algérie (1942-1945) pendant la Seconde Guerre mondiale.
Après la Libération, l'école est recréée à Idar-Oberstein en 1945 et commandée par le général André Navereau jusqu'en 1948. En parallèle, le centre des forces terrestres antiaériennes est créé la même année à Nîmes avant de devenir l'école de spécialisation de l'artillerie antiaérienne (ESAA) puis l'École d'application de l'artillerie sol-air (EAASA).
Fin 1952, l'école d'application de l'artillerie se réinstalle dans sa ville de création : Châlons-sur-Marne.
En 1976, elle emménage dans  des locaux neufs à Draguignan avant de se voir joindre par l'EAASA en 1983 puis par l'École d'application de l'infanterie en 2010.